# Melanargia russiae
La medioluto montañera (Melanargia russiae) es un lepidóptero perteneciente a la familia de las Nymphalidae, subfamilia Satyrinae, género Melanargia.

## Denominación
Melanargia russiae fue descrita por Eugenius Johann Christoph Esper en 1783.

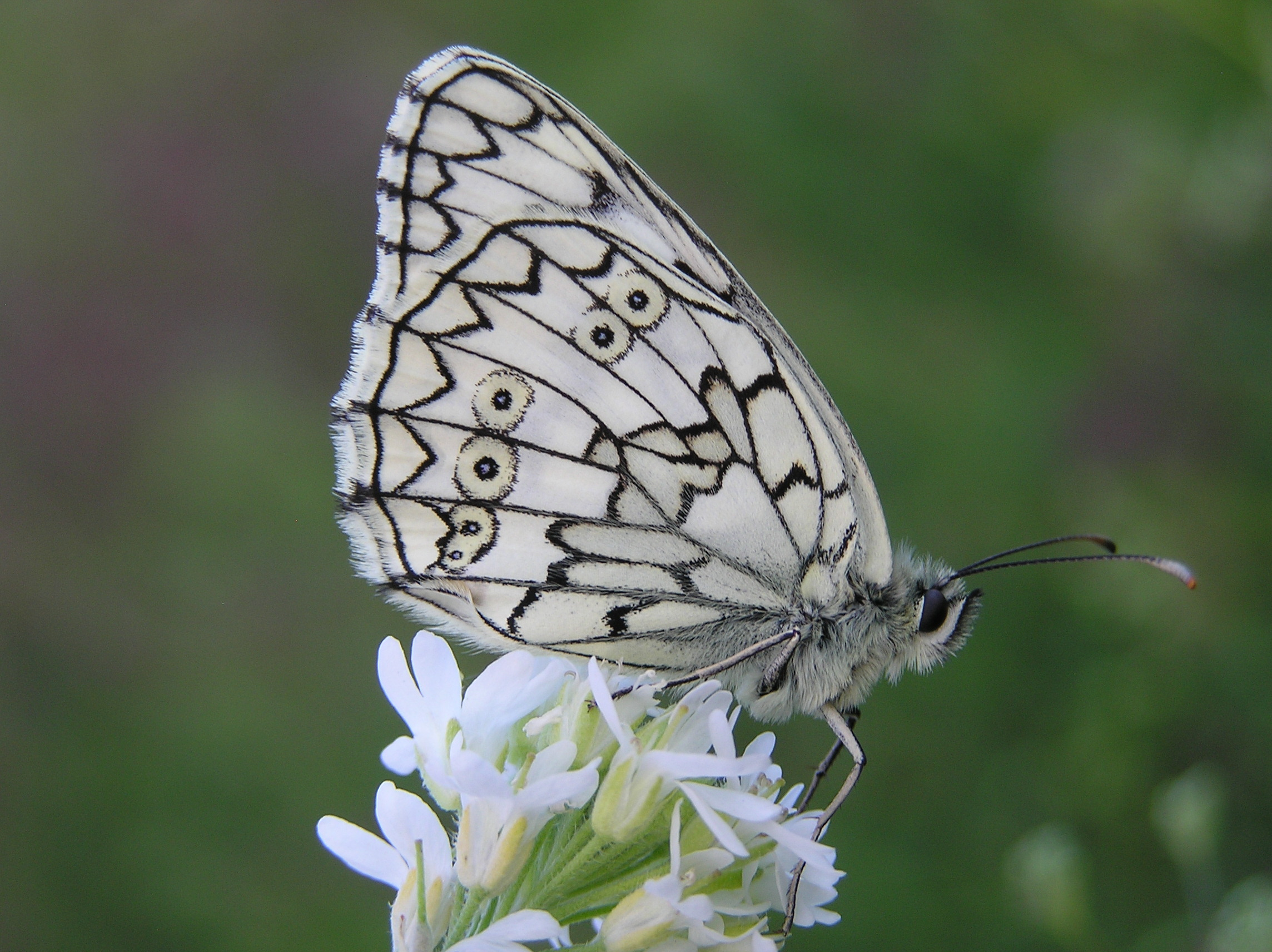
M. russiae, macho

### Nombres comunes
Se la conoce como "Esper's white" en inglés y medioluto montañera en español.

### Subespecies
- Melanargia russiae russiae en el sur de Rusia.
- Melanargia russiae caucasiaca Nordmann, 1851
- Melanargia russiae cleanthe ; Boisduval, 1833 ; en Francia en Alpes de Alta Provenza.
- Melanargia russiae japigia Cyrilli, 1787 ; en Italia.
- Melanargia russiae transcaspica Staudinger, 1901.[3]

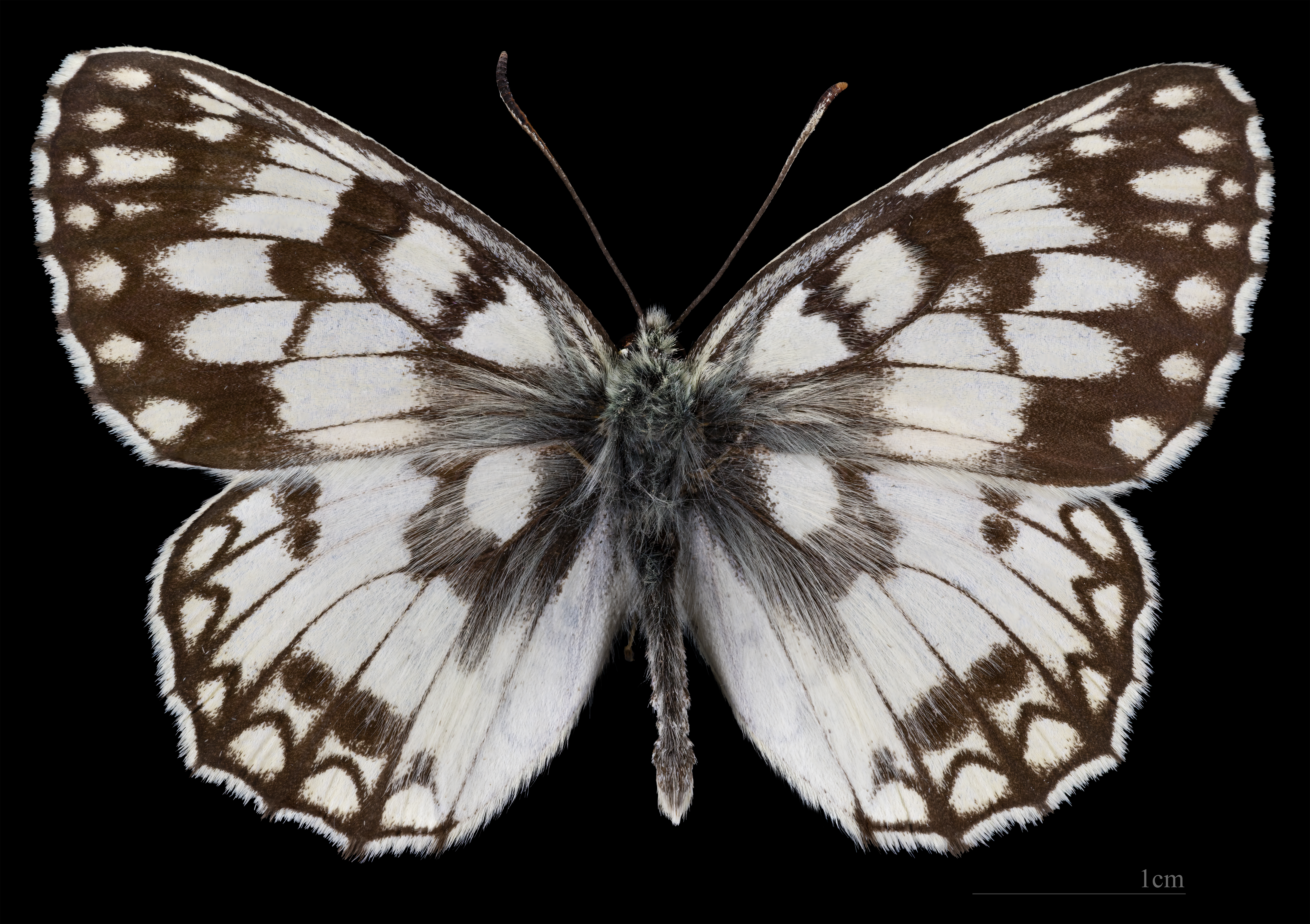
Melanargia russiae japygia ♂
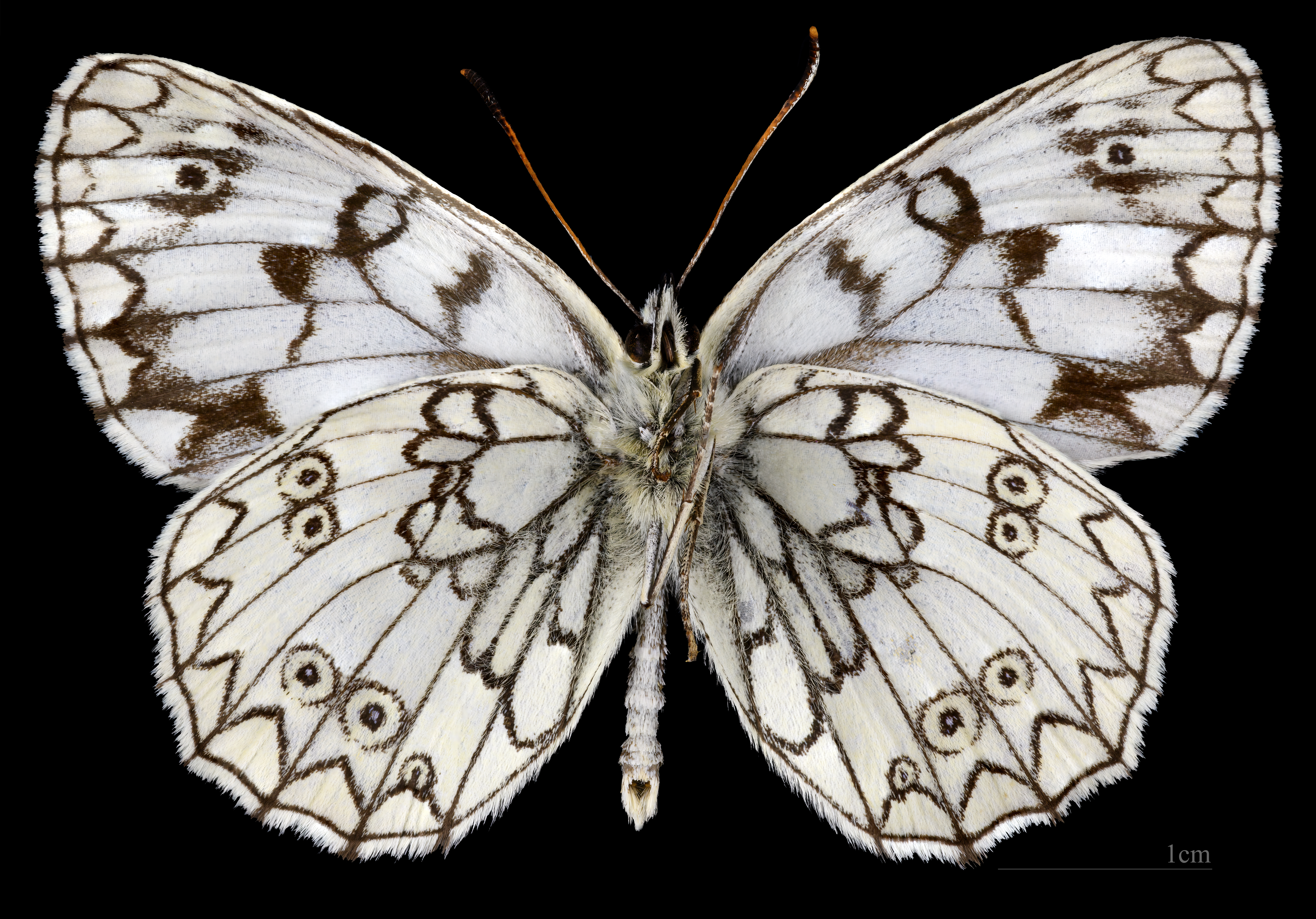
Melanargia russiae japygia ♂  △
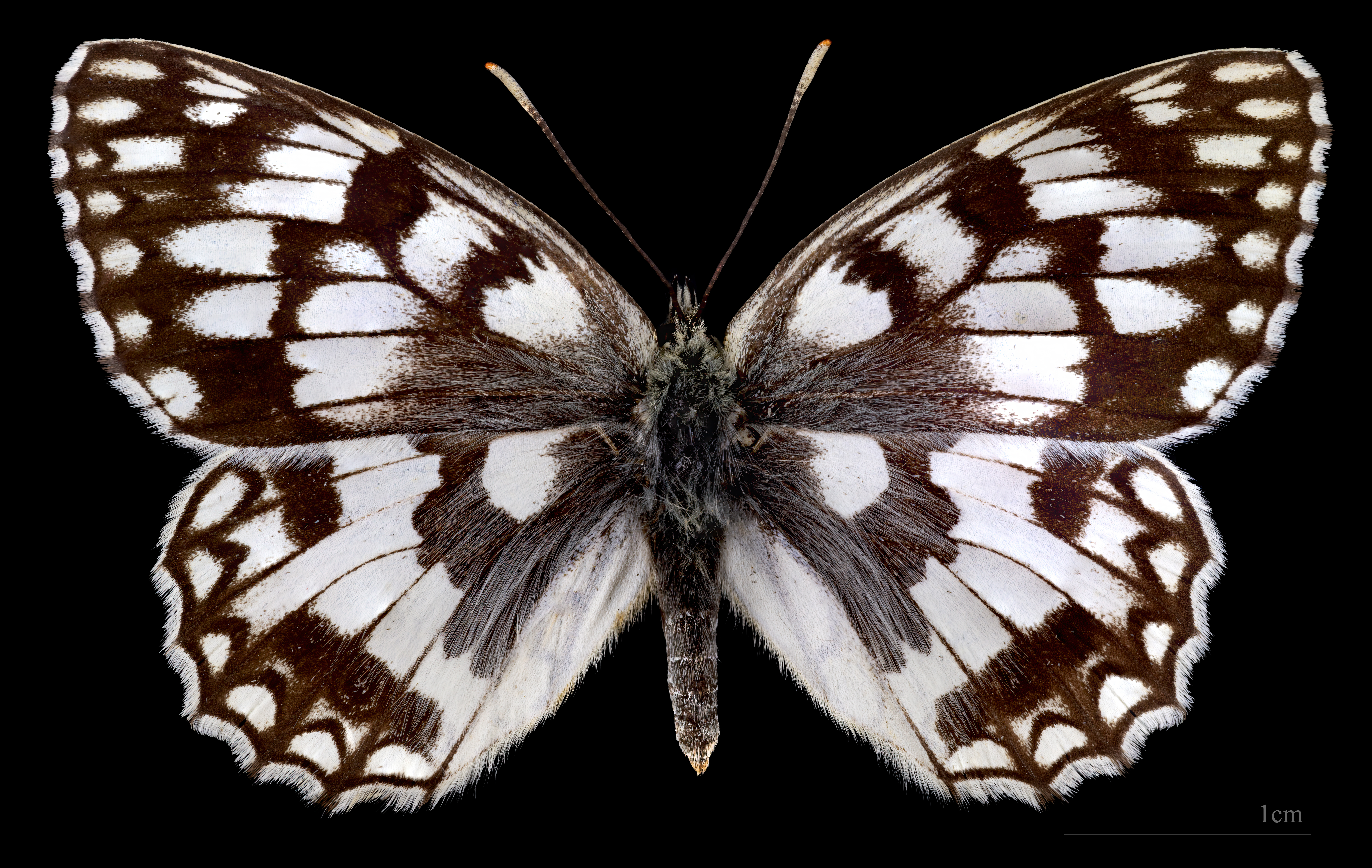
Melanargia russiae japygia ♀
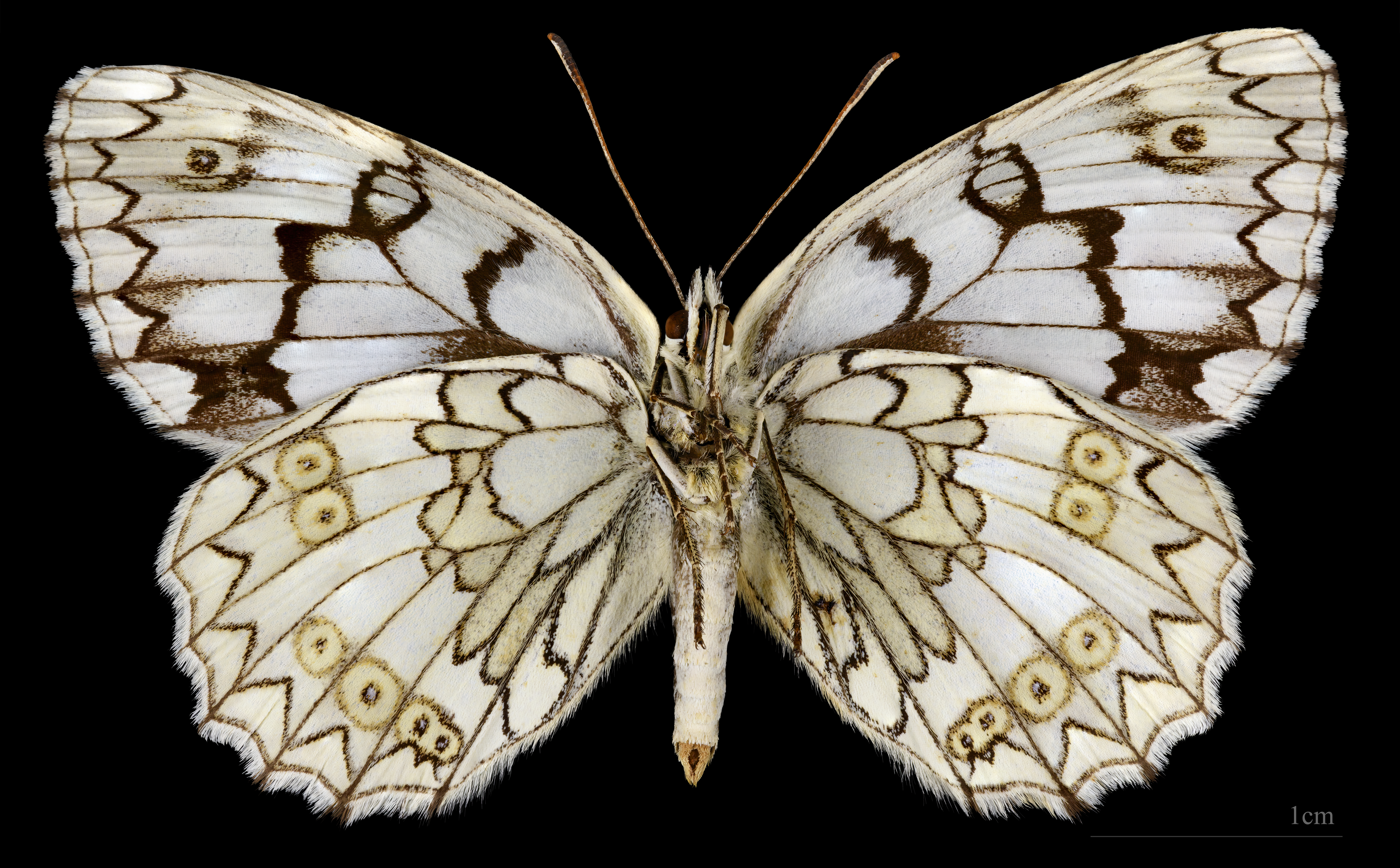
Melanargia russiae japygia ♀  △

## Descripción
Es una mariposa de tamaño mediano que presenta un diseño alar negro y blanco, dominando el blanco.
El dorso en negro los límites de los diseños de sus alas con un ocelo en el ápice de lasalas anteriores y una línea de ocelos en las posteriores todos ocre pupillés de blanco rodeado de negro.
Los diseños se invierten en los bordes a cuadros negros con ocelo en el ápice de la parte anterior y posterior de los celos con pupila en blanco y ocre con reborde en negro.

### Oruga
Los orugas son de color verde y su cabeza es de verde a marrón.

## Biología

### Periodo de vuelo y hibernación
Univoltina, vuela de final junio a mediados de agosto en una sola generación.

### Plantas hospederas
Las orugas se alimentan de gramíneas, en particular Poa (Poa annua, Poa trivalis), Brachypodium  (Brachypodium pinnatum, Brachypodium sylvatus), Bromus, Dactylis, Phleum, Stipa (Stipa pennata), Aegilops geniculata.

## Ecología y distribución
Está presente bajo forma de pequeños grupos aislados en el sur de Europa, en España, en el sur de Francia, de Italia y de Grecia después en Asia Menor, en el sur de Rusia, el oeste de Siberia y el centro de Asia.
Las mariposas prosperan en general en terrenos abandonados ricos en gramíneas, campos agrícolas abandonados.

### Biotopo
Reside en todos tipos de lugares con hierba.

### Protección
No se beneficia de estatus de protección específico.

## Vínculos taxonómicos
- Referencia Tree of Life Web Project : Melanargia russiae (en)
- Referencia Catálogo of Life : Melanargia russiae Archivado el 14 de septiembre de 2016 en Wayback Machine. Esper 1783 Archivado el 14 de septiembre de 2016 en Wayback Machine. (en)
- Referencia Fauna Europaea : Melanargia russiae Archivado el 3 de marzo de 2016 en Wayback Machine. (en)
- Referencia NCBI : Melanargia russiae (en)